# Хартлауб, Клеменс
Клеменс Хартлауб (нем. Clemens Hartlaub; 1858–1927) — немецкий зоолог и педагог.

## Биография
Клеменс Хартлауб родился в 1858 году в семье известного орнитолога Карла Иоганна Густава Хартлауба и Каролины Штахов.
Получив необходимое образование, Хартлауб, в 1888 году, был назначен ассистентом зоологии в Геттингене, в 1892 года ассистентом зоологии при биологической станции на острове Гельголанд и в 1898 году там же хранителем зоологического отделения; в 1900 году стал профессором. 
К. Хартлауб много путешествовал вдоль берегов Норвегии, Шпицбергена и Средиземного моря, где занимался изучением низших морских животных. Его научные работы касаются преимущественно кишечнополостных животных. 
Среди многочисленных публицкаций Хартлауба наиболее известные следующие труды : «Ueber die Entstehung der Sexualzellen bei Obelia» (Лейпциг, 1884); «Beiträge zur Kenntnis der Manatus-Arten» (Йена, 1886); «Ueber Manatherium delheidi, eine Sirene aus dem Oligocän Belgiens» (Йена, 1886); «Ueber den Bau der Eleutheria Quatref.» (Лейпциг, 1886); «Zur Kenntnis der Cladonemiden» (Лейпциг, 1887); «Zur Kenntnis der Anthomedusen» (Гёттинген, 1892), «Die Comatuliden der Albatross Expedition.» (Кембридж, 1896); «Die Coelenteraten Helgolands» (1-й отчет. Киль, 1894); «Die Hydromedusen Helgolands» (2-й отчет, Киль, 1897); «Hydroiden aus dem Stillen Ocean» (Йена, 1901).